# Jeff Nichols

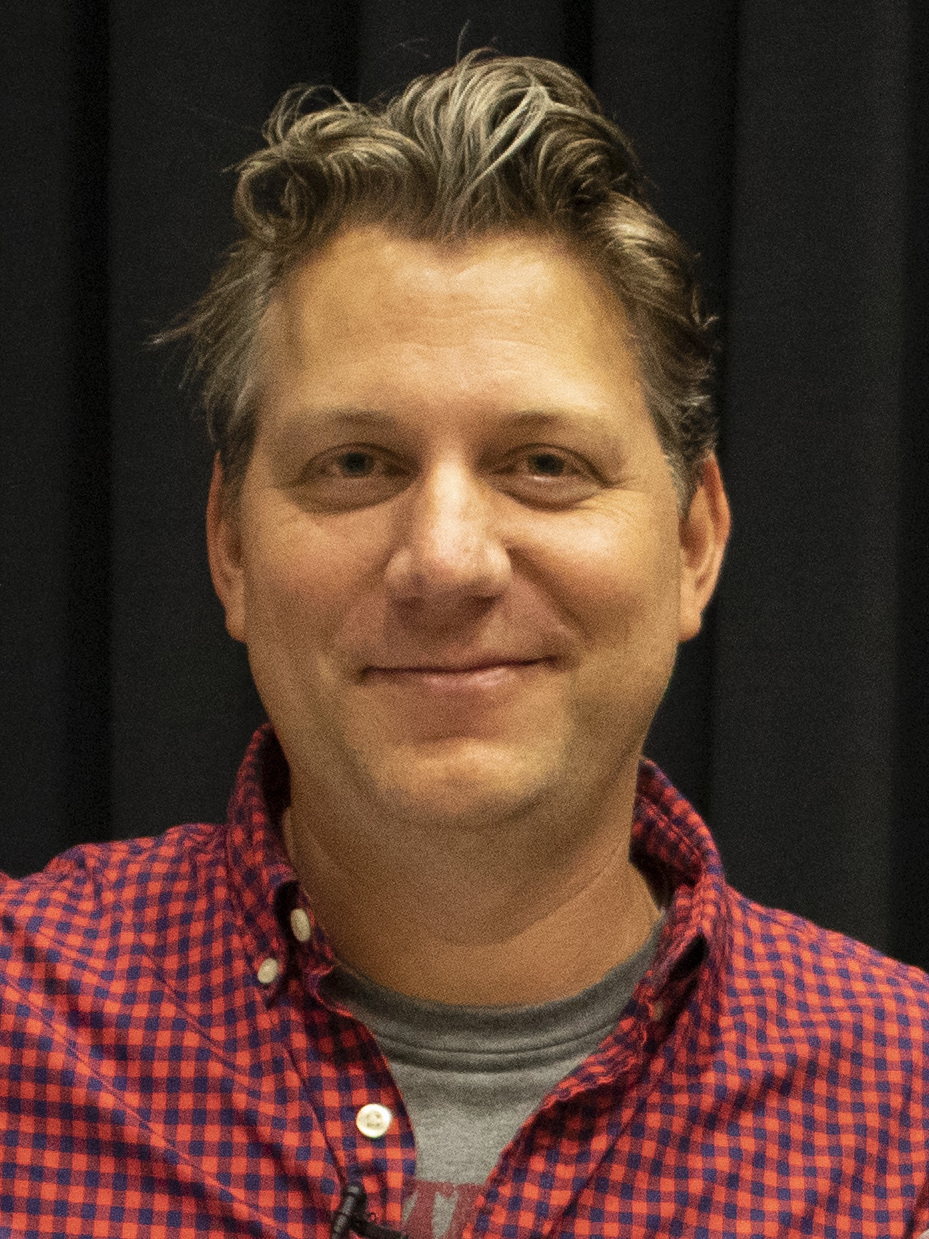
Jeff Nichols, 2017

Jeff Nichols (* 7. Dezember 1978 in Little Rock, Arkansas) ist ein US-amerikanischer Drehbuchautor und Regisseur.

## Leben

### Ausbildung und Spielfilmdebüt
Jeff Nichols wurde in Little Rock, Arkansas, geboren, wo er mit zwei älteren Brüdern, einem späteren Anwalt und einem Musiker in einer Band, aufwuchs. Seine Familie gehörte der dortigen Methodistengemeinde an. Seine Heimat Arkansas sollte Nichols rückblickend als „bösartigen wunderschönen Platz“ beschreiben, mit „harschen Menschen“ und „einfachen Arbeitern“. Er begann ein Studium an der Filmfakultät der North Carolina School of the Arts, wo u. a. Danny McBride und David Gordon Green zu seinen Kommilitonen gehörten. Sein Filmstudium schloss er im Jahr 2001 ab. Daraufhin führte er Regie an sechs Kurzfilmen.
Im Herbst 2004 drehte Nichols in den Baumwollfeldern Englands (Arkansas) sein Spielfilmdebüt Shotgun Stories (2007). Bei dem Drehbuch war er von seiner eigenen Kindheit unter Brüdern inspiriert worden und hatte es innerhalb von fünf Monaten verfasst. Der mit wenig Geld produzierte und mit ehemaligen Hochschulkommilitonen, Bekannten sowie dem Schauspieler Michael Shannon besetzte Film erzählt von der Familienfehde mehrerer Halbbrüder, die sich nach dem Tod des gemeinsamen Vaters in einer Mordserie entlädt. Die „archaische Rachegeschichte biblischen Ausmaßes“ wurde im Forum der Berlinale 2007 uraufgeführt und brachte Nichols in seiner Heimat erste Anerkennung ein. Neben mehreren gewonnenen Filmpreisen und einer Nominierung für den „John Cassavetes Award“ bei den Independent Spirit Awards wählten die einflussreichen Filmkritiker Roger Ebert (Chicago Sun-Times) und David Edelstein (New York Magazine/National Public Radio) Shotgun Stories auf ihre Jahresbestenlisten 2008.

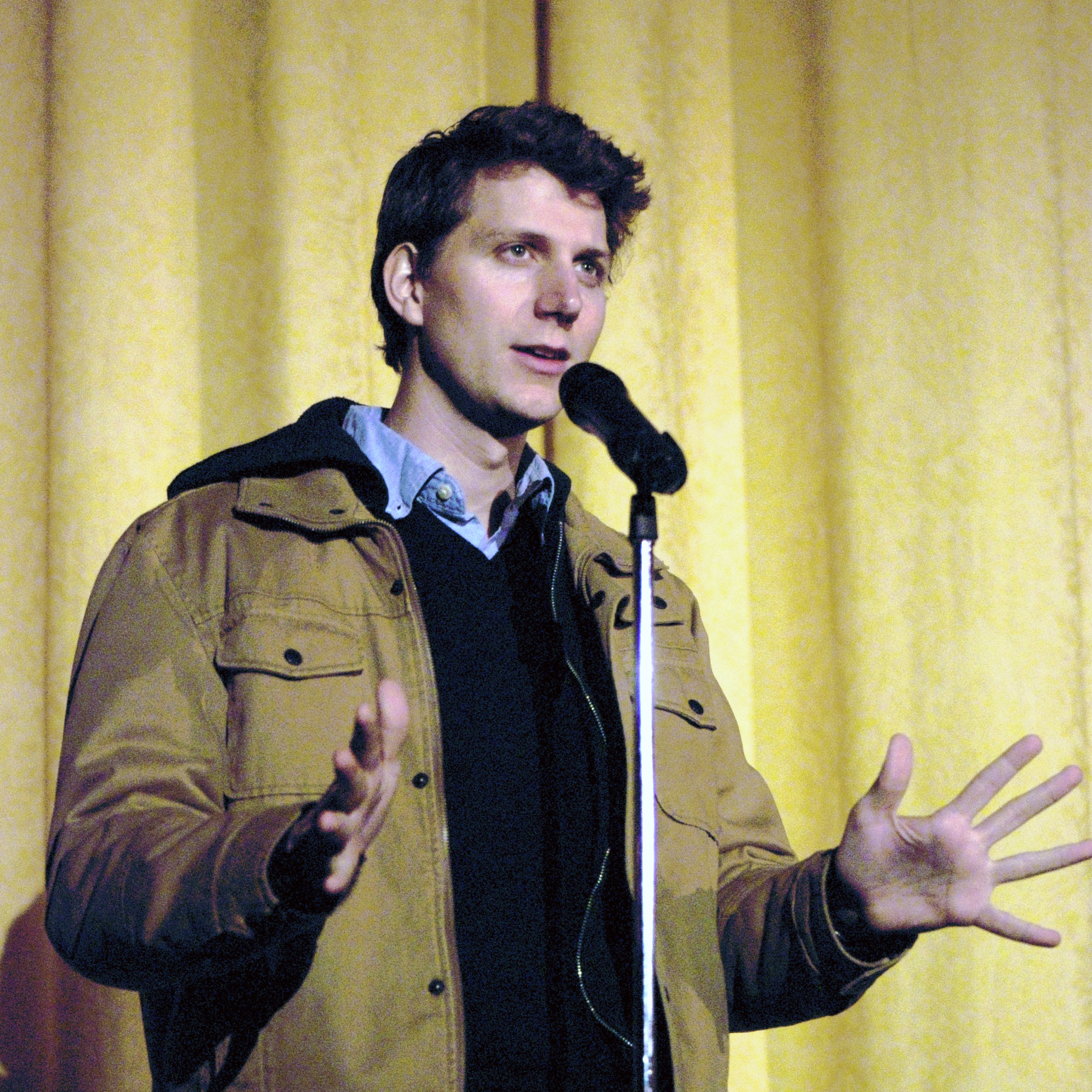
Nichols auf dem San Francisco Independent Film Festival 2008

Inspiriert wurde Nichols Arbeit eigenen Angaben zufolge vor allem von den US-amerikanischen Autoren wie William Faulkner, Larry Brown, Harry Crewes sowie den Kurzgeschichten von Raymond Carver. Filme, die ihn beeindruckten, waren Comeback der Liebe (1983), Terrence Malicks Badlands – Zerschossene Träume (1973), alle Filme von Paul Newman (u. a. Der Wildeste unter Tausend, 1963), sowie Billy Bob Thorntons Sling Blade (1996). Vor allem die Nähe seiner Werke zu Malick stellte die Fachkritik wiederholt fest. Nichols selbst beurteilte die Vergleiche als „befremdlich“, gab aber ein ähnliches Interesse an der Darstellung von Natur und Umwelt an.

### Internationaler Erfolg mit „Take Shelter“
An den Erfolg von Shotgun Stories konnte Nichols 2011 mit seinem zweiten Spielfilm Take Shelter – Ein Sturm zieht auf anknüpfen, der wiederum auf einem selbstverfassten Originaldrehbuch basiert. Das Drama, erneut mit Michael Shannon in der Hauptrolle besetzt, stellt den Bauarbeiter Curtis LaForche aus Ohio in den Mittelpunkt, der von Albträumen der nahenden Apokalypse geplagt, für seine Familie einen Schutzbunker auf seinem Grundstück errichtet. Vom film-dienst als „suggestiver Katastrophenfilm“ und als „atmosphärisch dichtes psychologisches Drama“ gelobt, berühre Take Shelter „globale Urängste“ und wirke in Zeiten von gescheiterten Klimagipfeln wie eine Aufforderung an das „eingeigelte Amerika“. Die Frankfurter Allgemeine Zeitung zog auch in Hinblick auf Schauspielerin Jessica Chastain Vergleiche zu Terrence Malicks The Tree of Life. Nichols Regiearbeit gewann mehr als zwei Dutzend internationale Film- und Festivalpreise, darunter den Hauptpreis der Reihe Semaine internationale de la critique der Internationalen Filmfestspiele von Cannes 2011, den Austin Film Award der Austin Film Critics Association, den Hauptpreis des Zurich Film Festival als beste internationale Spielfilmproduktion sowie eine Nominierung für den Regiepreis bei den Independent Spirit Awards.
2012 stellte Nichols seinen dritten Spielfilm Mud fertig. Das Jugenddrama handelt von einem 14-jährigen Jungen (dargestellt von Tye Sheridan), der auf einen geflohenen Sträfling (Matthew McConaughey) stößt. Der Junge hilft diesem von einer Insel im Mississippi River zu entkommen und mit seiner ehemaligen Geliebten (Reese Witherspoon) wieder zusammenzukommen. Für Mud erhielt Nichols 2012 seine erste Einladung in den Wettbewerb der Internationalen Filmfestspiele von Cannes.
Neben seiner Arbeit als Regisseur und Drehbuchautor übernahm Nichols eine Schauspielrolle in Joey Lauren Adams’ Come Early Morning – Der Weg zu mir (2006) und war als Produktionsleiter an der Dokumentation Be Here to Love Me (2004) über den US-amerikanischen Musiker Townes Van Zandt (1944–1997) beteiligt.
2016 erhielt Nichols für seinen Spielfilm Midnight Special mit Michael Shannon, Joel Edgerton, Kirsten Dunst und Adam Driver in den Hauptrollen eine Einladung in den Wettbewerb der 66. Internationalen Filmfestspiele Berlin. Sein folgender Film Loving, ebenfalls mit Shannon und Edgerton sowie Ruth Negga besetzt, brachte ihm seine zweite Einladung in den Wettbewerb der 66. Internationalen Filmfestspiele von Cannes ein. Sechs Jahre später wurde Nichols in die Wettbewerbsjury des 75. Filmfestivals von Cannes berufen.

### Privatleben
Jeff Nichols zog in den 2000er Jahren nach Austin (Texas), wo sein Bruder die Ausbildung zum Anwalt absolvierte. Er ist verheiratet. Sein Bruder Ben, Frontmann der Band Lucero, schrieb die Musik zu seinen Filmen Shotgun Stories und Mud.

## Filmografie

### Regie und Drehbuch
- 2007: Shotgun Stories
- 2011: Take Shelter – Ein Sturm zieht auf (Take Shelter)
- 2012: Mud
- 2016: Midnight Special
- 2016: Loving
- 2018: Lucero: Long Way Back Home (Musikvideo)
- 2020: Hank the Cowdog (Serie)
- 2023: The Bikeriders

### Produzent
- 2007: Shotgun Stories
- 2016: In the Radiant City
- 2020: Hank the Cowdog (Serie)

## Auszeichnungen und Nominierungen (Auswahl)
- 2007: Spielfilmpreis des Austin Film Festival für Shotgun Stories
- 2007: Studenten-Jurypreis des Newport International Film Festival für Shotgun Stories
- 2007: FIPRESCI-Preis der Viennale für Shotgun Stories
- 2007: New American Cinema Award des Seattle International Film Festival für Shotgun Stories
- 2008: Nominierung für den John Cassavetes Award der Independent Spirit Awards für Shotgun Stories
- 2011: Grand Prix de la Semaine de la Critique der Internationalen Filmfestspiele von Cannes für Take Shelter
- 2011: Spezialpreis der Jury des Festival Internacional de Cine de Gijón für Take Shelter
- 2011: Austin Film Award der Austin Film Critics Association für Take Shelter
- 2011: Goldenes Auge des Zurich Film Festival für Take Shelter (Bester internationaler Spielfilm)
- 2012: Nominierung für den Independent Spirit Award für Take Shelter (Beste Regie)
- 2012: Nominierung für den Saturn Award für Take Shelter (Bestes Drehbuch)